# Teichiku
 Teichiku Entertainment  (テイチクエンタテインメント) est un label de musique japonais spécialisé dans les musiques Enka et Kayōkyoku, division de la compagnie JVC-Kenwood. Il fut créé en 1934 sous le nom Teikoku Chikuonki (帝国蓄音機). Il possède des sous-labels : Imperial Records, Takumi Note, et Union Records.

## Liens
- (ja) Site officiel